# Glas V8
La Glas V8 est un coupé produit par le constructeur allemand Glas à Dingolfing. Elle a été présentée en septembre 1965 au Salon de l'automobile de Francfort, où elle a été surnommée « Glaserati » en raison de sa carrosserie de Pietro Frua, qui ressemblait beaucoup à celle des Maserati contemporaines.
La V8 partageait son châssis avec la berline Glas 1700, pour une longueur supérieure, ce qui selon certains commentateurs compromettait son design audacieux et sa tenue de route.

## Développement
Glas avait décidé en 1964 de profiter du succès de la Glas GT pour produire un coupé à moteur six-cylindres. L'idée était d'ajouter ensuite à sa gamme une berline sportive basée sur ce coupé.
Cependant les finances de Glas étaient déjà précaires, et pour économiser des frais de développement, on décida d'utiliser le moteur quatre-cylindres de 1290 cm³ de la GT comme base pour un nouveau moteur V8 de 2580 cm³, précisément le double de son volume. Ce moteur avait deux arbres à cames en tête — un pour chaque rangée de cylindres — commandés par deux courroies de distribution.

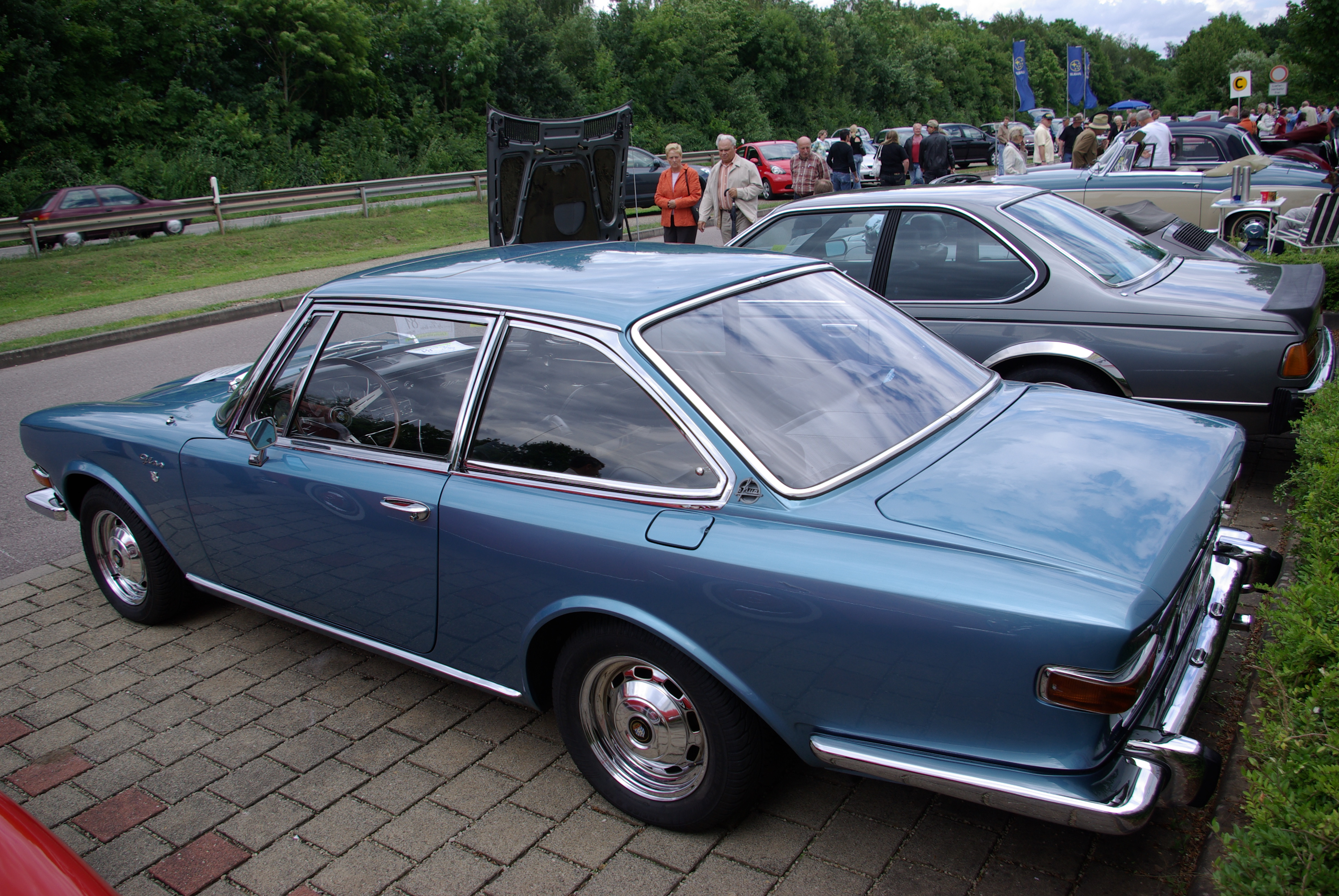
Vue arrière.

Comme celui de la GT, le dessin de la V8 a été confié à Pietro Frua, avec la recommandation d'éviter autant que possible la création de nouveaux éléments quand certains pouvaient être obtenus auprès d'autres constructeurs. Le résultat emprunte donc notamment ses phares à un autobus Setra, ses mécanismes de lève-vitre à la Mercedes Pagode et ses serrures à la Porsche 911. La carrosserie était construite à la main, les pièces mobiles comme les portières et les capots et la bande de garniture chromée en haut de la calandre étant adaptées à chaque véhicule. Chacune de ces pièces porte le même numéro que le châssis et elles ne sont donc pas directement interchangeables.
Le modèle présenté au Salon de l'automobile de Francfort en septembre 1965 a fait sensation, même si sa ressemblance avec la Maserati Quattroporte, conçue elle aussi par Frua, lui a valu le sobriquet de « Glaserati »

## 2600 V8
Comme souvent pour le lancement des modèles Glas, la nouvelle V8 n'a commencé à sortir de l'usine de Dingolfing que près d'un an plus tard, en juillet 1966. Son moteur de 2580 cm³ 
fournissait une puissance maximale de 150 ch, ce qui lui permettait d'atteindre 198 km/h là où le réseau d'Autobahn en plein essor le permettait. La suspension hydraulique développée par Boge GmbH (de) en faisait la première voiture allemande à suspension à hauteur constante. Son incapacité à atteindre les 200 km/h prévus était attribuée à des « problèmes » de carburateurs.

## BMW-Glas 3000 V8

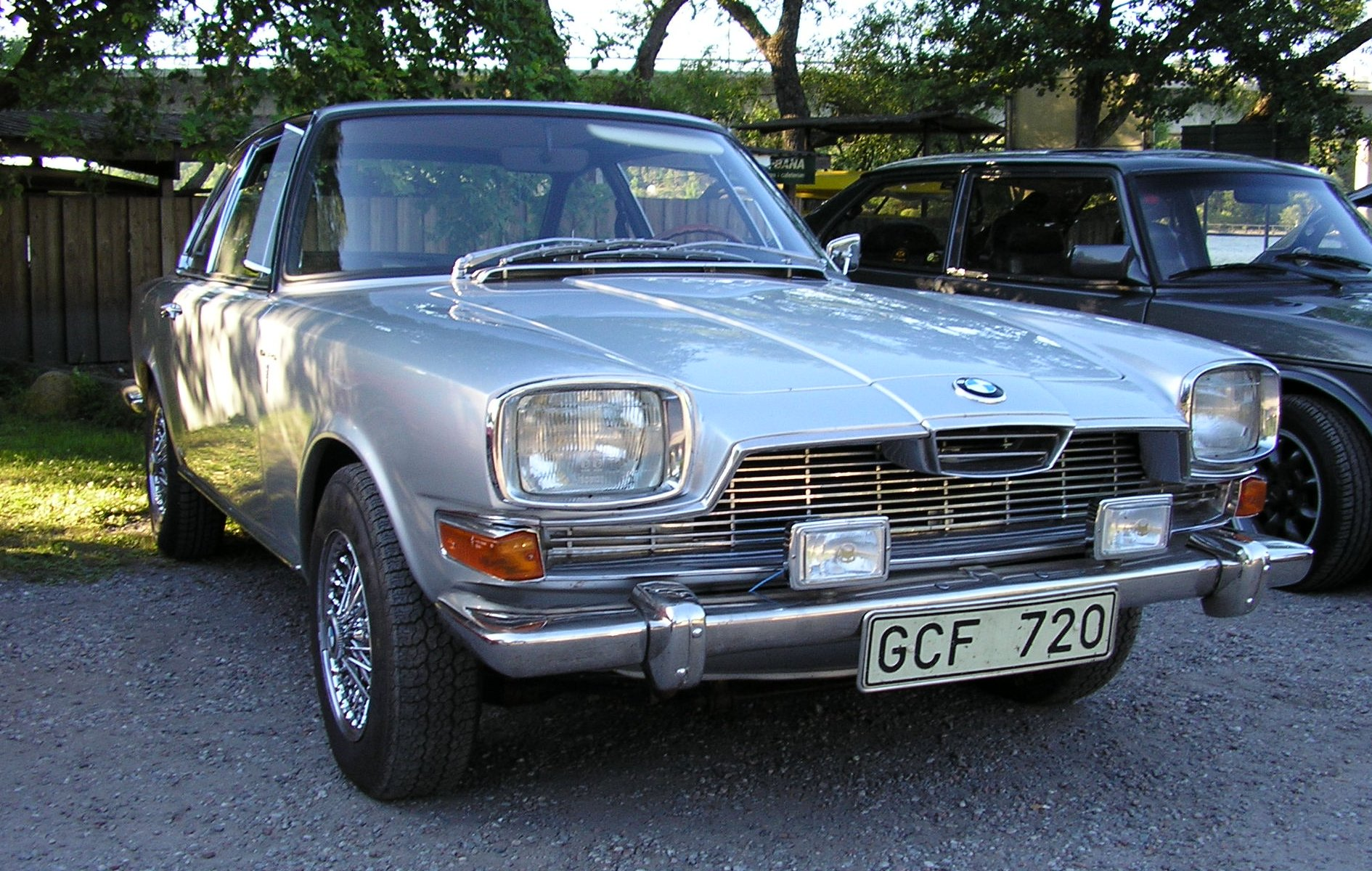
Une BMW-Glas 3000 V8. Hormis le logo sur le capot, elle n'a rien d'une BMW.

En février 1966, Glas a fait rouler un prototype de V8 avec un moteur de 2 982 cm3 (le double des 1 489 cm3 de certaines versions de la GT) et un carburateur à trois gicleurs. Cette version offrait une puissance maximale de 160 ch et selon certaines sources lui permettait de dépasser enfin les 200 km/h prévus. Au cours d'un test organisé en 1967 par auto motor und sport elle n'a cependant atteint que 193,3 km/h. En 1966, une version à moteur de 3,2 litres fournissant 175 ch était aussi en développement, mais en 1966 la situation financière de Glas est devenue critique et le constructeur a été racheté par son rival BMW en septembre.
BMW a mis fin à la production de la 2600 V8 en août 1967 (bien qu'elle soit restée au catalogue jusqu'en décembre). En septembre de la même année, la 3000 V8 conçue par Glas est apparue sur le marché, virtuellement identique à son projet, à l'exception du logo BMW sur le capot et de son nom BMW-Glas 3000 V8. Elle a été produite jusqu'en mai 1968 et a cessé d'être proposée en septembre, exactement un an après son apparition. Contrairement à ce qu'elle avait fait avec la Glas GT, BMW n'a pas équipé ce modèle de sa petite calandre double caractéristique.

## Commercialisation

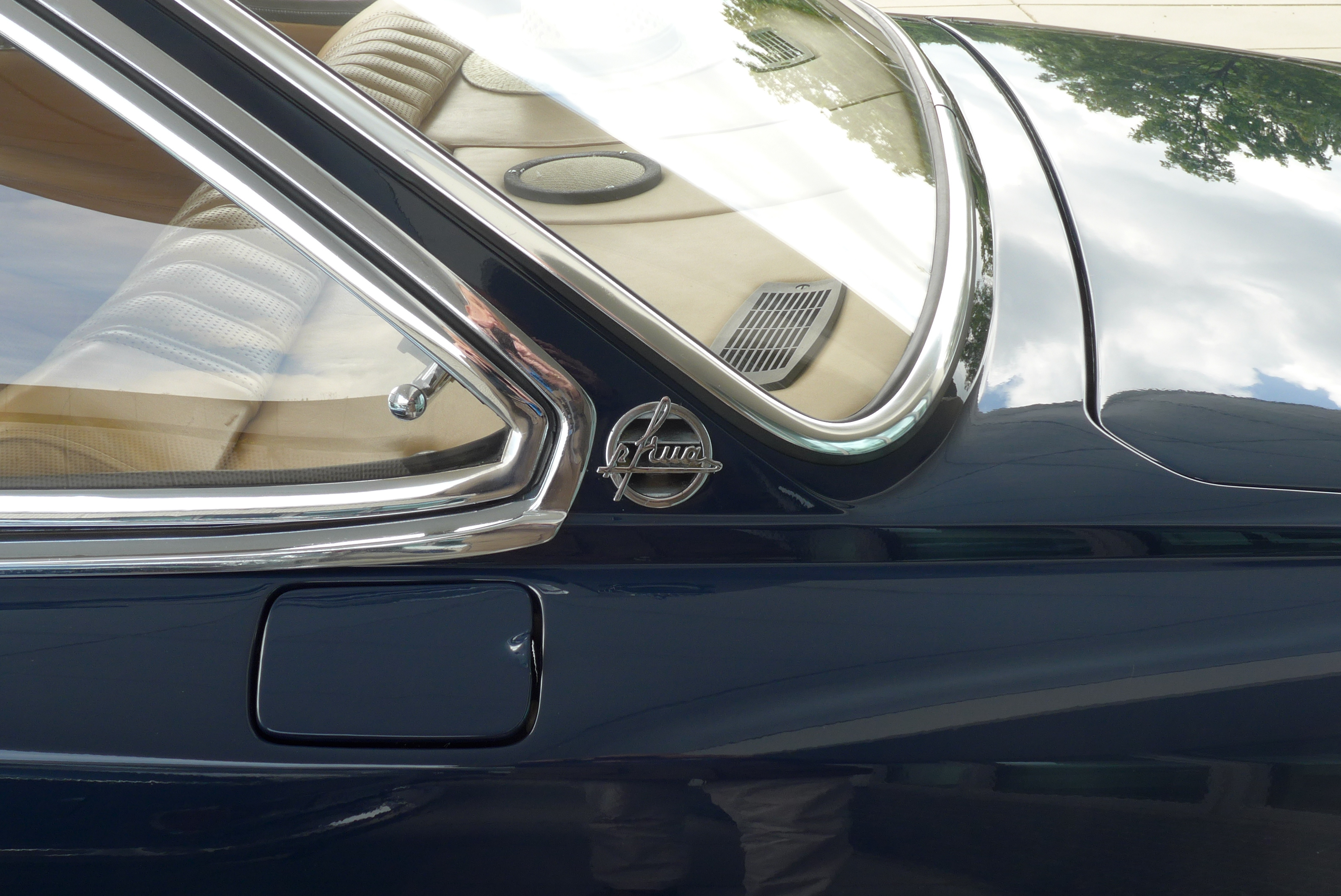
Médaillon portant la signature p frua.

À sa sortie au salon de 1965, la Glas V8 était annoncée au prix étonnant de 18 000 DM. Lorsqu'elle est entrée en vente en 1966, il était monté à 19 400 DM, ce qui était encore très compétitif pour un coupé grand tourisme produit en petites quantités. En termes de volumes de vente, les chiffres diffèrent. Selon Werner Oswald, il aurait été produit 277 Glas 2600 V8 et 389 BMW-Glas 3000 V8.